# لشخره
لشخره (بالفارسية: لشخره) كما يُكتب بالتهجئة اللاتينية Lashkharah؛ ومعروفة أيضا باسم لشخر) هي قرية إيرانية تقع في قسم لامرد الريفي في البلدة المركزية في مقاطعة لامرد، محافظة فارس، إيران. بلغ عدد سكانها حسب تعداد عام 2006 حوالي 205 نسمة يشكّلون 44 أسرة.